# Carlos Eduardo Velasco
Carlos Eduardo Velasco (¿?, Valle del Cauca, Colombia - 5 de octubre de 1966) es un entrenador de fútbol colombiano con una destacada trayectoria en preparación física. Actualmente es agente libre.
A lo largo de su carrera, ha trabajado como preparador físico junto a Reinaldo Rueda en diversos clubes nacionales e internacionales, incluyendo a Atlético Nacional y Flamengo de Brasil, así como en las selecciones nacionales de Colombia, Ecuador, Honduras y Chile. También fungió como director deportivo en el Deportivo Cali.
En noviembre de 2024, Velasco fue anunciado como el nuevo director técnico del Deportes Quindío, asumiendo el cargo el 1 de diciembre del mismo año. Renunció el 7 de abril de 2025 debido a malos resultados.

## Biografía
Velasco inició su carrera en el fútbol profesional como preparador físico, consolidándose como un experto en optimizar el rendimiento de los jugadores. Ha trabajado en algunos de los clubes más importantes de Colombia, logrando múltiples títulos nacionales. A nivel internacional, se unió al cuerpo técnico de Reinaldo Rueda en clubes como el Flamengo de Brasil y en selecciones nacionales de Colombia, Ecuador, Honduras y Chile. Su enfoque en la preparación física fue clave para el éxito de estos equipos, en especial durante las campañas de clasificación y participación en Copas del Mundo y torneos continentales. Entre 2022 y 2023 fue el Director deportivo del Deportivo Cali.
En noviembre de 2024, Velasco fue nombrado director técnico del Deportes Quindío con el objetivo de liderar el proceso hacia el ascenso en la temporada 2025. Su equipo técnico incluyó especialistas en diferentes áreas, asistentes, preparadores físicos y analistas de vídeo. El 7 de abril de 2025 presentó su renuncia debido a malos resultados.

## Clubes

### Como preparador físico
| Club/Selección            | País     | Año       |
| ------------------------- | -------- | --------- |
| Selección Colombia        | Colombia | 2002      |
| Selección Colombia sub-20 | Colombia | 2003-2004 |
| Selección Colombia        | Colombia | 2004-2006 |
| Selección Honduras        | Honduras | 2007-2010 |
| Selección Ecuador         | Ecuador  | 2010-2014 |
| Atlético Nacional         | Colombia | 2015-2017 |
| Flamengo                  | Brasil   | 2017-2018 |
| Selección Chile           | Chile    | 2018-2021 |
| Selección Colombia        | Colombia | 2021-2022 |

### Como director deportivo
| Club           | País     | Año       |
| -------------- | -------- | --------- |
| Deportivo Cali | Colombia | 2022-2023 |

### Como entrenador
| Club             | País     | Año       |
| ---------------- | -------- | --------- |
| Deportes Quindío | Colombia | 2024-2025 |